# خط‌کشی عابر پیاده

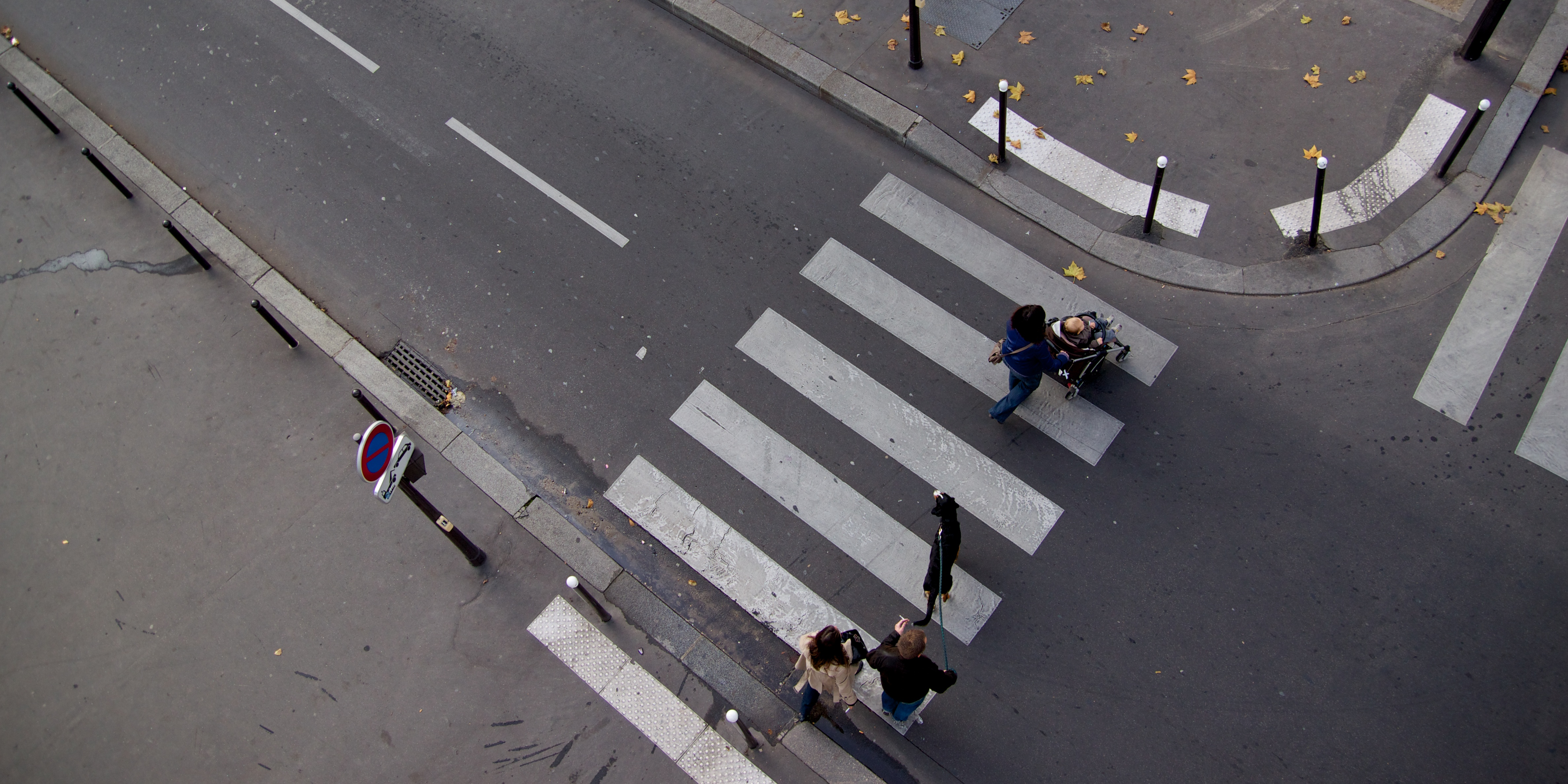
یک خط عابر پیاده در پاریس

خط‌کشی عابر پیاده نوعی از گذرگاه عابران پیاده است که جزء علامت‌های روکش جاده‌ای و یک عامل حفاظتی از عابران پیاده است. این علامت در بسیاری از نقاط جهان استفاده می‌شوند. این علامت معمولاً حق تقدم را به عابر پیاده می‌دهد، وسایل نقلیه موظفند پشت این خط توقف کنند تا عابران پیاده عرض خیابان را طی کنند.
بارزترین ویژگی خط‌کشی عابر پیاده نوارهای تیره و روشن است که به شکل متناوب کنار یک دیگر قرار گرفته‌اند.

## نیز نگاه کنید
- عابر پیاده
- پیاده راه
- چراغ راهنمایی
- گذرگاه عابران پیاده